# مشروع الطاقة الخضراء العمانية
مشروع الطاقة الخضراء العمانية؛ هو أحد المشاريع الواعدة في مجال الوقود النظيف، ويقع المشروع في جنوب سلطنة عمان بمحافظتي الوسطى وظفار،
يأتي الاستثمار في هاتين المحافظتين نظراً لموقعهما الاستراتيجي الذي يتميز بوجود كثافة سكانية منخفضة، وبارتفاع طاقة الرياح والطاقة الشمسية اللازمتين لتحويل مياه البحر إلى وقود أخضر: الهيدروجين، والأمونيا، والميثانول، والوقود الاصطناعي.
كما تصل مساحة الموقع إلى 6500 كيلومتر مربع، بإجمالي قدرة تصل إلى 25 جيجا واط من طاقة الرياح والشمس.
ويسمح الموقع الاستراتيجي للمشروع بالتوريد نظراً لتواجده على الساحل.

## هدف المشروع
الريادة في تزويد الوقود الأخضر نحو اقتصاد خالٍ من الكربون، وانتاج 25 جيجا واط من الوقود.

## خط الانتاج
يتم في أرض تضم صفوفًا من توربينات الرياح الضخمة تصل إلى حوالي ١٨٠٠ توربين، إلى جانب ٢٠ مليون لوحة طاقة شمسية، والتي سيتم تثبيتها على حوالي ١٠ سنوات، بينما سيتم إنتاج وتخزين وتوريد الوقود الأخضر في منطقة التوزيع بالمنطقة الاقتصادية الخاصة جنوب الدقم.

## فوائد المشروع
- رفد الاقتصاد المحلي بطاقة نظيفة ذات تكلفة أقل.
- فرص استثمار للموردين المحليين وموردي الصناعة
- المساهمة في الوصول إلى اقتصاد خالٍ من الكربون

## وصلات خارجية
- التحول إلى الاقتصاد الأخضر في سلطنة عمان
- الاقتصاد الأخضر والتنمية المستدامة